# جوليا واتس
جوليا واتس (بالإنجليزية: Julia Watts)‏ (1969)؛ روائية أمريكية.